# Orthopsyche anulmika
Orthopsyche anulmika là một loài Trichoptera trong họ Hydropsychidae. Chúng phân bố ở miền Australasia.